# جائزة نيبولا
جوائز نيبولا هي مجموعة من الجوائز التي تُمنح سنوياً لأفضل الأعمال في الخيال العلمي والفانتازيا التي تُنشر في الولايات المتحدة. وهي من أشهر جوائز أدب الخيال العلمي والفانتازيا، وتُعتبر هي وجوائز هوغو من «أهم الجوائز الأمريكية في أدب الخيال العلمي». وقد تم نشر الأعمال الحائزة على الجوائز في مجموعات خاصة بها، وكثيراً ما يُشير أغلفة الأعمال الفائزة والمُرشحة للفوز إلى مشاركتهم في الجائزة. تُقدم الجوائز في مؤتمر نيبولا الذي يُقام كل ربيع في أماكن مختلفة بالولايات المتحدة.

## روابط خارجية
- جائزة نيبولا على موقع IMDb (الإنجليزية)
- جائزة نيبولا على موقع الموسوعة البريطانية (الإنجليزية)